# Microhierax
Microhierax är ett fågelsläkte i familjen falkar inom ordningen falkfåglar. Släktet omfattar fem arter som förekommer från Himalaya till norra Borneo samt i Filippinerna:
- Filippinpygméfalk (M. erythrogenys)
- Svartvit pygméfalk (M. melanoleucos)
- Halsbandspygméfalk (M. caerulescens)
- Svartbent pygméfalk (M. fringillarius)
- Vitpannad pygméfalk (M. latifrons)